# Ken Flach
Kenneth Eliot «Ken» Flach (Saint Louis, Missouri, 24 de maig de 1963 - San Francisco, 13 de març de 2018) va ser un tennista estatunidenc que va destacar sobretot en la modalitat de dobles. En aquesta especialitat Flach va conquerir 34 títols, inclosa una medalla d'or en els Jocs Olímpics de Seül de 1988, quatre títols de Grand Slam en sis finals disputades, i va arribar a ser número 1 del rànquing mundial el 1985.

## Biografia
Va néixer a Saint Louis però va créixer a Kirkwood, també a l'estat de Missouri. Va estudiar a la Southern Illinois University Edwardsville on va competir en tennis en la NCAA, guanyant el campionat de la segona divisió en tres edicions consecutives, i disputant la final de la primera divisió l'any 1983.
Després de la seva retirada, va iniciar exercir com a entrenador, primer a Vanderbilt University i llavors fou director del Novato's Rolling Hills Club. Durant els primers anys retirat també va disputar algunes proves de tennis en categoria sènior, guanyant a Wimbledon per majors de 35 anys.
Es va casar amb Sandra Freeman el setembre de 1986 i van tenir quatre fills. El 2010 es va establir a California i es va casar per segona ocasió amb Christina Friedman.
A principis del març de 2018 va patir una pneumònia per la qual fou ingressat a l'hospital, va morir el dia 12 com a conseqüència d'una sèpsia resultant.

## Torneigs de Grand Slam

### Dobles masculins: 6 (4−2)
| Resultat  | Núm. | Any  | Torneig       | Parella       | Oponents                            | Marcador                      |
| --------- | ---- | ---- | ------------- | ------------- | ----------------------------------- | ----------------------------- |
| Guanyador | 1.   | 1985 | US Open       | Robert Seguso | Henri Leconte Yannick Noah          | 6−7(5), 7−6(1), 7−6(6), 6−0   |
| Guanyador | 2.   | 1987 | Wimbledon     | Robert Seguso | Sergio Casal Emilio Sánchez Vicario | 3−6, 6−7(6), 7−6(3), 6−1, 6−4 |
| Finalista | 1.   | 1987 | US Open       | Robert Seguso | Stefan Edberg Anders Järryd         | 6−7(1), 2−6, 6−4, 7−5, 6−7(2) |
| Guanyador | 3.   | 1988 | Wimbledon (2) | Robert Seguso | John Fitzgerald Anders Järryd       | 6−4, 2−6, 6−4, 7−6(3)         |
| Finalista | 2.   | 1989 | US Open (2)   | Robert Seguso | John McEnroe Mark Woodforde         | 4−6, 6−4, 3−6, 3−6            |
| Guanyador | 4.   | 1993 | US Open (2)   | Rick Leach    | Martin Damm Karel Nováček           | 6−7(3), 6−4, 6−2              |

### Dobles mixts: 2 (2−0)
| Resultat  | Núm. | Any  | Torneig       | Parella      | Oponents                            | Marcador         |
| --------- | ---- | ---- | ------------- | ------------ | ----------------------------------- | ---------------- |
| Guanyador | 1.   | 1986 | Roland Garros | Kathy Jordan | Rosalyn Fairbank Mark Edmondson     | 3−6, 7−6(3), 6−3 |
| Guanyador | 2.   | 1986 | Wimbledon     | Kathy Jordan | Martina Navrátilová Heinz Günthardt | 6−3, 7−6(7)      |

## Jocs Olímpics

### Dobles
| Any  | Campionat                          | Parella       | Oponents                            | Resultat                      |
| ---- | ---------------------------------- | ------------- | ----------------------------------- | ----------------------------- |
| 1988 | Jocs Olímpics, Seül, Corea del Sud | Robert Seguso | Sergio Casal Emilio Sánchez Vicario | 6−3, 6−4, 6−7(5), 6−7(1), 9−7 |

## Palmarès

### Dobles masculins: 58 (34−24)
| Llegenda (pre/post 2009)                                 |
| -------------------------------------------------------- |
| Grand Slams (4−2)                                        |
| Jocs Olímpics Or (1)                                     |
| Tennis Masters Cup / ATP Finals (1−2)                    |
| ATP Masters Series / ATP World Tour Masters 1000 (2−1)   |
| ATP International Series Gold / ATP World Tour 500 (2−3) |
| ATP International Series / ATP World Tour 250 (24−16)    |

| Títols per superfície |
| --------------------- |
| Dura (16−15)          |
| Gespa (5−1)           |
| Terra batuda (6−3)    |
| Moqueta (7−5)         |

| Resultat  | Núm. | Data                   | Torneig                                       | Superfície   | Parella         | Oponents                           | Marcador                |
| --------- | ---- | ---------------------- | --------------------------------------------- | ------------ | --------------- | ---------------------------------- | ----------------------- |
| Finalista | 1.   | 12 de desembre de 1983 | Taipei, Xina Taipei                           | Moqueta (i)  | Robert Seguso   | Wally Masur Kim Warwick            | 6−7, 4−6                |
| Guanyador | 1.   | 11 de juny de 1984     | Roma, Itàlia                                  | Terra batuda | Robert Seguso   | John Alexander Mike Leach          | 3−6, 6−3, 6−4           |
| Finalista | 2.   | 16 de juliol de 1984   | Newport, Estats Units                         | Gespa        | Robert Seguso   | David Graham Laurie Warder         | 4−6, 6−7                |
| Guanyador | 2.   | 23 de juliol de 1984   | Boston, Estats Units                          | Terra batuda | Robert Seguso   | Gary Donnelly Ernie Fernandez      | 6−4, 6−4                |
| Guanyador | 3.   | 13 d'agost de 1984     | Indianapolis, Estats Units                    | Terra batuda | Robert Seguso   | Heinz Günthardt Balázs Taróczy     | 7−6, 7−5                |
| Guanyador | 4.   | 17 de setembre de 1984 | Los Angeles, Estats Units                     | Dura         | Robert Seguso   | Wojtek Fibak Sandy Mayer           | 4−6, 6−4, 6−3           |
| Guanyador | 5.   | 29 d'octubre de 1984   | Hong Kong, Hong Kong                          | Dura         | Robert Seguso   | Mark Edmondson Paul McNamee        | 6−7, 6−3, 7−5           |
| Guanyador | 6.   | 6 de novembre de 1984  | Taipei                                        | Moqueta (i)  | Robert Seguso   | Drew Gitlin Hank Pfister           | 6−1, 6−7, 6−2           |
| Guanyador | 7.   | 6 de gener de 1985     | Masters Doubles WCT, Londres, Regne Unit      | Moqueta (i)  | Robert Seguso   | Heinz Günthardt Balázs Taróczy     | 6−3, 3−6, 6−3, 6−0      |
| Finalista | 3.   | 25 de febrer de 1985   | La Quinta, Estats Units                       | Dura         | Robert Seguso   | Heinz Günthardt Balázs Taróczy     | 6−3, 6−7, 3−6           |
| Guanyador | 8.   | 1 d'abril de 1985      | Fort Myers, Estats Units                      | Dura         | Robert Seguso   | Sammy Giammalva Jr. David Pate     | 3−6, 6−3, 6−3           |
| Finalista | 4.   | 8 d'abril de 1985      | Chicago, Estats Units                         | Moqueta (i)  | Robert Seguso   | Johan Kriek Yannick Noah           | 6−3, 6−4, 5−7, 1−6, 4−6 |
| Guanyador | 9.   | 13 de maig de 1985     | Forest Hills, Estats Units                    | Terra batuda | Robert Seguso   | Givaldo Barbosa Ivan Kley          | 7−5, 6−2                |
| Finalista | 5.   | 20 de maig de 1985     | Roma                                          | Terra batuda | Robert Seguso   | Anders Järryd Mats Wilander        | 6−4, 3−6, 2−6           |
| Guanyador | 10.  | 17 de juny de 1985     | Londres, Regne Unit                           | Gespa        | Robert Seguso   | Pat Cash John Fitzgerald           | 3−6, 6−3, 16−14         |
| Guanyador | 11.  | 29 de juliol de 1985   | Indianapolis (2)                              | Terra batuda | Robert Seguso   | Pavel Složil Kim Warwick           | 6−4, 6−4                |
| Finalista | 6.   | 12 d'agost de 1985     | Stratton Mountain, Estats Units               | Dura         | Robert Seguso   | Scott Davis David Pate             | 6−3, 6−7, 6−7           |
| Guanyador | 12.  | 19 d'agost de 1985     | Mont-real, Canadà                             | Dura         | Robert Seguso   | Stefan Edberg Anders Järryd        | 5−7, 7−6, 6−3           |
| Guanyador | 13.  | 9 de setembre de 1985  | US Open, Estats Units                         | Dura         | Robert Seguso   | Henri Leconte Yannick Noah         | 6−7, 7−6, 7−6, 6−0      |
| Guanyador | 14.  | 28 d'octubre de 1985   | Tòquio, Japó                                  | Moqueta (i)  | Robert Seguso   | Scott Davis David Pate             | 4−6, 6−3, 7−6           |
| Guanyador | 15.  | 10 de febrer de 1986   | Memphis, Estats Units                         | Moqueta (i)  | Robert Seguso   | Guy Forget Anders Järryd           | 6−4, 4−6, 7−6           |
| Guanyador | 16.  | 31 de març de 1986     | Chicago                                       | Moqueta (i)  | Robert Seguso   | Eddie Edwards Francisco González   | 6−0, 7−5                |
| Guanyador | 17.  | 20 d'octubre de 1986   | Tòquio                                        | Moqueta      | Matt Anger      | Jimmy Arias Greg Holmes            | 6−2, 6−3                |
| Finalista | 7.   | 9 de març de 1987      | Miami, Estats Units                           | Dura         | Robert Seguso   | Paul Annacone Christo van Rensburg | 2−6, 4−6, 4−6           |
| Finalista | 8.   | 27 d'abril de 1987     | Seül, Corea del Sud                           | Dura         | Jim Grabb       | Eric Korita Mike Leach             | 7−6, 1−6, 5−7           |
| Guanyador | 18.  | 6 de juliol de 1987    | Wimbledon, Regne Unit                         | Gespa        | Robert Seguso   | Sergio Casal Emilio Sánchez        | 3−6, 6−7, 7−6, 6−1, 6−4 |
| Finalista | 9.   | 20 de juliol de 1987   | Livingston, Estats Units                      | Dura         | Robert Seguso   | Gary Donnelly Greg Holmes          | 6−7, 3−6                |
| Guanyador | 19.  | 24 d'agost de 1987     | Cincinnati, Estats Units                      | Dura         | Robert Seguso   | Steve Denton John Fitzgerald       | 7−5, 6−3                |
| Finalista | 10.  | 14 de setembre de 1987 | US Open                                       | Dura         | Robert Seguso   | Stefan Edberg Anders Järryd        | 6−7, 2−6, 6−4, 7−5, 6−7 |
| Finalista | 11.  | 16 de novembre de 1987 | Wembley, Regne Unit                           | Moqueta (i)  | Robert Seguso   | Miloslav Mečíř Tomáš Šmíd          | 5−7, 4−6                |
| Finalista | 12.  | 13 de desembre de 1987 | Masters Doubles, Londres, Regne Unit          | Moqueta (i)  | Robert Seguso   | Miloslav Mečíř Tomáš Šmíd          | 4−6, 5−7, 7−6, 3−6      |
| Finalista | 13.  | 28 de març de 1988     | Miami (2)                                     | Dura         | Robert Seguso   | John Fitzgerald Anders Järryd      | 6−7, 1−6, 5−7           |
| Guanyador | 20.  | 13 de juny de 1988     | Londres (2)                                   | Gespa        | Robert Seguso   | Pieter Aldrich Danie Visser        | 6−2, 7−6                |
| Guanyador | 21.  | 4 de juliol de 1988    | Wimbledon (2)                                 | Gespa        | Robert Seguso   | John Fitzgerald Anders Järryd      | 6−4, 2−6, 6−4, 7−6      |
| Finalista | 14.  | 2 d'agost de 1988      | Indianapolis                                  | Dura         | Robert Seguso   | Rick Leach Jim Pugh                | 4−6, 3−6                |
| Guanyador | 22.  | 15 d'agost de 1988     | Toronto (2)                                   | Dura         | Robert Seguso   | Andrew Castle Tim Wilkison         | 7−6, 6−3                |
| Guanyador | 23.  | 26 de setembre de 1988 | Jocs Olímpics, Seül, Corea del Sud            | Dura         | Robert Seguso   | Sergio Casal Emilio Sánchez        | 6−3, 6−4, 6−7, 6−7, 9−7 |
| Guanyador | 24.  | 14 de novembre de 1988 | Wembley                                       | Moqueta (i)  | Robert Seguso   | Martin Davis Brad Drewett          | 7−5, 6−2                |
| Finalista | 15.  | 21 de novembre de 1988 | Detroit, Estats Units                         | Moqueta (i)  | Robert Seguso   | Rick Leach Jim Pugh                | 4−6, 1−6                |
| Guanyador | 25.  | 24 d'abril de 1989     | Tòquio (2)                                    | Dura         | Robert Seguso   | Kevin Curren David Pate            | 7−6, 7−6                |
| Guanyador | 26.  | 14 d'agost de 1989     | Cincinnati (2)                                | Dura         | Robert Seguso   | Pieter Aldrich Danie Visser        | 6−4, 6−4                |
| Finalista | 16.  | 11 de setembre de 1989 | US Open (2)                                   | Dura         | Robert Seguso   | John McEnroe Mark Woodforde        | 4−6, 6−4, 3−6, 3−6      |
| Finalista | 17.  | 9 d'ctubre de 1989     | Orlando, Estats Units                         | Dura         | Robert Seguso   | Scott Davis Tim Pawsat             | 5−7, 7−5, 4−6           |
| Finalista | 18.  | 25 de març de 1991     | Miami (3)                                     | Dura         | Robert Seguso   | Wayne Ferreira Piet Norval         | 7−5, 6−7, 2−6           |
| Guanyador | 27.  | 6 de maig de 1991      | Tampa, Estats Units                           | Terra batuda | Robert Seguso   | David Pate Richey Reneberg         | 6−7, 6−4, 6−1           |
| Finalista | 19.  | 22 de juliol de 1991   | Washington DC, Estats Units                   | Dura         | Robert Seguso   | Scott Davis David Pate             | 4−6, 2−6                |
| Guanyador | 28.  | 12 d'agost de 1991     | Cincinnati (3)                                | Dura         | Robert Seguso   | Grant Connell Glenn Michibata      | 6−7, 6−4, 7−5           |
| Guanyador | 29.  | 19 de juliol de 1991   | Indianapolis (3)                              | Dura         | Robert Seguso   | Kent Kinnear Sven Salumaa          | 7−6, 6−4                |
| Finalista | 20.  | 24 de desembre de 1991 | Masters Doubles, Johannesburg, Sud-àfrica (2) | Dura (i)     | Robert Seguso   | John Fitzgerald Anders Järryd      | 4−6, 4−6, 6−2, 4−6      |
| Guanyador | 30.  | 23 de març de 1992     | Miami                                         | Dura         | Todd Witsken    | Kent Kinnear Sven Salumaa          | 6−4, 6−3                |
| Finalista | 21.  | 20 de juliol de 1992   | Washington DC (2)                             | Dura         | Todd Witsken    | Bret Garnett Jared Palmer          | 2−6, 3−6                |
| Guanyador | 31.  | 12 d'abril de 1993     | Tòquio (3)                                    | Dura         | Rick Leach      | Glenn Michibata David Pate         | 2−6, 6−3, 6−4           |
| Guanyador | 32.  | 21 de juny de 1993     | Manchester, Regne Unit                        | Gespa        | Rick Leach      | Stefan Kruger Glenn Michibata      | 6−4, 6−1                |
| Finalista | 22.  | 23 d'agost de 1993     | Indianapolis (2)                              | Dura         | Rick Leach      | Scott Davis Todd Martin            | 4−6, 4−6                |
| Guanyador | 33.  | 13 de setembre de 1993 | US Open (2)                                   | Dura         | Rick Leach      | Martin Damm Karel Nováček          | 6−7, 6−4, 6−2           |
| Guanyador | 34.  | 28 de febrer de 1994   | Scottsdale, Estats Units                      | Dura         | Jan Apell       | Alex O'Brien Sandon Stolle         | 6−0, 6−4                |
| Finalista | 23.  | 16 de maig de 1994     | Coral Springs, Estats Units                   | Terra batuda | Stephane Simian | Lan Bale Brett Steven              | 3−6, 5−7                |
| Finalista | 24.  | 13 de maig de 1996     | Pinehurst, Estats Units                       | Terra batuda | David Wheaton   | Pat Cash Patrick Rafter            | 2−6, 3−6                |

#### Períodes com a número 1
| Núm. | Precedit per  | Dates                   | Succeït per   | Setmanes | Acumulat |
| ---- | ------------- | ----------------------- | ------------- | -------- | -------- |
| 1.   | Robert Seguso | 14/10/1985 − 20/10/1985 | Robert Seguso | 1        | 1        |
| 2.   | Robert Seguso | 16/12/1985 − 22/12/1985 | Robert Seguso | 1        | 2        |
| 3.   | Robert Seguso | 19/05/1986 − 08/06/1986 | Stefan Edberg | 3        | 5        |

### Dobles mixts: 2 (2−0)
| Resultat  | Núm. | Data               | Torneig               | Superfície   | Parella      | Oponents                            | Marcador         |
| --------- | ---- | ------------------ | --------------------- | ------------ | ------------ | ----------------------------------- | ---------------- |
| Guanyador | 1.   | 26 de maig de 1986 | Roland Garros, França | Terra batuda | Kathy Jordan | Rosalyn Fairbank Mark Edmondson     | 3−6, 7−6(3), 6−3 |
| Guanyador | 2.   | 23 de juny de 1986 | Wimbledon, Regne Unit | Gespa        | Kathy Jordan | Martina Navrátilová Heinz Günthardt | 6−3, 7−6(7)      |

### Equips: 2 (1−1)
| Resultat  | Núm. | Data                                   | Torneig                             | Superfície   | Equip                                   | Oponents                                                            | Marcador |
| --------- | ---- | -------------------------------------- | ----------------------------------- | ------------ | --------------------------------------- | ------------------------------------------------------------------- | -------- |
| Guanyador | 1.   | 22 − 24 de juliol de 1988              | Copa Davis, Buenos Aires, Argentina | Terra batuda | Andre Agassi John McEnroe Robert Seguso | Javier Frana Martin Jaite Christian Miniussi Guillermo Pérez Roldán | 4−1      |
| Finalista | 1.   | 29 de novembre − 1 de desembre de 1991 | Copa Davis, Lió, França             | Moqueta (i)  | Andre Agassi Pete Sampras Robert Seguso | Arnaud Boetsch Olivier Delaitre Guy Forget Henri Leconte            | 1−3      |

## Trajectòria

### Individual
| Open d'Austràlia | 3R  | 1R  | A     | NC   | 3R    | A    | A   | A   | A   | A   | A   | A   | A   | 0 / 3   | 4 – 3   |
| Roland Garros | A   | A   | A     | 1R   | A     | 1R   | A   | A   | A   | A   | A   | A   | A   | 0 / 2   | 0 – 2   |
| Wimbledon | A   | 2R  | 2R    | 3R   | 3R    | 3R   | 3R  | 2R  | A   | A   | A   | A   | 1R  | 0 / 8   | 11 – 8  |
| US Open | A   | 3R  | 2R    | 1R   | 4R    | 1R   | 3R  | A   | A   | A   | A   | A   | A   | 0 / 6   | 8 – 6   |
| Total Victòries−Derrotes | 2−3 | 7−6 | 12−12 | 4−15 | 10−13 | 7−12 | 6−7 | 3−6 | 0−2 | 0−1 | 0−0 | 1−1 | 0−1 | 52 – 80 | 52 – 80 |
| Rànquing a final d'any | 314 | 155 | 60    | 223  | 100   | 203  | 194 | 222 | 572 | 742 | 0   | 514 | 835 |         |         |
| Llegenda: G: Guanyador; F: Finalista; SF: Semifinalista; QF: Quarts de final; Q: Qualificació; A: Absent; RR: Round Robin; NC: No celebrat |     |     |       |      |       |      |     |     |     |     |     |     |     |         |         |

### Dobles masculins
| Open d'Austràlia | A           | 3R          | 2R          | A           | NC          | SF          | A     | A           | A           | A           | A     | A           | QF          | A           | 1R    | 0 / 5     | 8 – 5     |
| Roland Garros | A           | A           | 1R          | QF          | QF          | A           | QF    | A           | 2R          | 2R          | 2R    | 2R          | 1R          | 1R          | 1R    | 0 / 11    | 13 – 11   |
| Wimbledon | A           | A           | 3R          | 1R          | QF          | G           | G     | SF          | QF          | 3R          | 3R    | 2R          | 2R          | 1R          | 1R    | 2 / 13    | 30 – 11   |
| US Open | A           | 1R          | 2R          | G           | A           | F           | SF    | F           | 3R          | SF          | 2R    | G           | 1R          | QF          | 1R    | 2 / 13    | 37 – 10   |
| Jocs Olímpics | No celebrat | No celebrat | No celebrat | No celebrat | No celebrat | No celebrat | G     | No celebrat | No celebrat | No celebrat | A     | No celebrat | No celebrat | No celebrat | A     | 1 / 1     | 5 − 0     |
| Total Victòries−Derrotes | 0−1         | 9−10        | 39−15       | 63−18       | 40−18       | 56−23       | 56−15 | 30−13       | 15−13       | 46−16       | 18−15 | 30−18       | 16−15       | 8−10        | 11−18 | 437 – 218 | 437 – 218 |
| Rànquing a final d'any |             | 791         | 11          | 2           | 19          | 5           | 2     | 11          | 76          | 5           | 60    | 23          | 90          | 121         | 141   |           |           |
| Llegenda: G: Guanyador; F: Finalista; SF: Semifinalista; QF: Quarts de final; Q: Qualificació; A: Absent; RR: Round Robin; NC: No celebrat |             |             |             |             |             |             |       |             |             |             |       |             |             |             |       |           |           |